# Piero Weiss
Pour les articles homonymes, voir Weiss.
Piero Weiss (né le 26 janvier 1928 à Trieste et mort le 2 octobre 2011 à Baltimore) est un pianiste et musicologue italo-américain. 

## Biographie
Piero Weiss est né à Trieste, sa mère était violoniste dans un orchestre symphonique, et était la nièce de l'écrivain italien Italo Svevo. En 1938, à l'âge de 10 ans, il fuit l'Italie fasciste avec sa famille et arrive finalement à New York en 1940, où il étudie le piano avec Isabella Vengerova et Rudolf Serkin.
Son interprétation du premier concerto pour piano de Mendelssohn en 1958 au Lewisohn Stadium de Manhattan a fait partie du programme de la toute première diffusion radio stéréophonique.
Il a fondé le département d'histoire de la musique de l'Institut Peabody de Baltimore, où il était arrivé en 1985.
Il meurt des suites d'une pneumonie à l'âge de 83 ans.